# Nina Warken

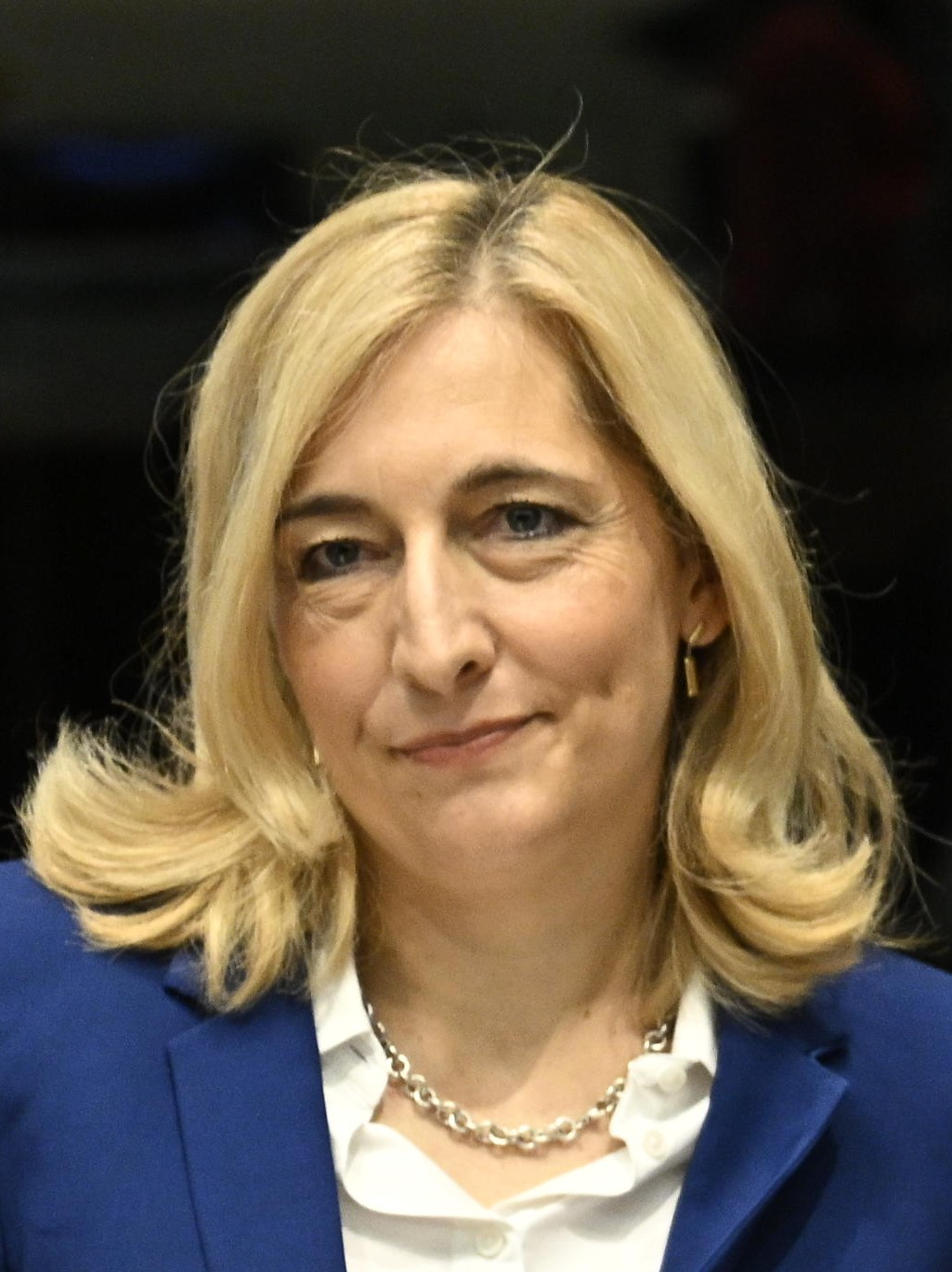
Nina Warken (2025)

Nina Ingrid Warken (* 15. Mai 1979 in Bad Mergentheim als Nina Bender) ist eine deutsche Politikerin (CDU) und Rechtsanwältin. Seit Mai 2025 ist sie Bundesministerin für Gesundheit im Kabinett Merz.
Warken ist seit Dezember 2018 Mitglied des Deutschen Bundestages, dem sie schon von 2013 bis 2017 angehörte. Dort war sie von 2021 bis 2025 Parlamentarische Geschäftsführerin der CDU/CSU-Bundestagsfraktion. Seit 2023 ist sie Generalsekretärin der CDU Baden-Württemberg. Seit 2025 ist sie Bundesvorsitzende der Frauen-Union und somit beratendes Mitglied im CDU-Bundesvorstand.

## Ausbildung und Beruf
Warken besuchte das Matthias-Grünewald-Gymnasium in Tauberbischofsheim, wo sie im Jahr 1998 das Abitur ablegte. Anschließend studierte sie Rechtswissenschaften an der Ruprecht-Karls-Universität Heidelberg und legte hier 2003 das Erste Staatsexamen sowie 2005 das Zweite Staatsexamen ab. Seit Januar 2006 ist Warken als Rechtsanwältin zugelassen und gehört seit 2012 der von ihrem Schwiegervater Hans-Georg Warken geführten Rechtsanwaltskanzlei Rechtsanwälte Warken und Kollegen in Püttlingen im Saarland an.
2015 wurde Warken als erste Frau zur Präsidentin der THW-Landesvereinigung Baden-Württemberg, der Interessenvertretung der örtlichen THW Helfer- und Fördervereinigungen e.V. und deren Mitglieder, gewählt. 2019 wurde sie in diesem Amt bestätigt.

## Politischer Werdegang

### Partei und Ämter
1999 trat Warken zunächst der Jungen Union und 2000 auch der Mutterpartei CDU bei. Von 2001 bis 2005 war sie Kreisvorsitzende der Jungen Union im Main-Tauber-Kreis und von 2001 bis 2007 stellvertretende Vorsitzende im Bezirk Nordwürttemberg. 2006 wurde sie stellvertretende Bundesvorsitzende der Jungen Union.
Bis 2014 war sie Kreisvorsitzende der Frauen-Union Main-Tauber. 2017 wurde Warken als stellvertretende Bezirksvorsitzende der Frauen-Union Nordwürttemberg wiedergewählt.
Zudem gehört sie seit 2004 dem Stadtrat ihrer Heimatstadt Tauberbischofsheim an. Sie war von 2014 bis 2019 außerdem Mitglied im Kreistag des Main-Tauber-Kreises. 2019 kandidierte sie nicht mehr für dieses Amt.
Seit April 2019 teilt sie sich mit dem hessischen Innenminister Peter Beuth den Vorsitz des Bundesfachausschusses Innere Sicherheit der CDU. Von 2014 bis 2017 war sie bereits stellvertretende Vorsitzende dieses Gremiums.
Im November 2023 wurde sie als Nachfolgerin von Isabell Huber zur Generalsekretärin der CDU Baden-Württemberg gewählt.
Im Mai 2025 wurde sie auf dem Bundesdelegiertentag der Frauen-Union zu deren Bundesvorsitzenden gewählt. Auf sie entfielen 62 Prozent der 245 abgegebenen Stimmen, während ihre nordrhein-westfälische Kontrahentin Ina Scharrenbach 38 Prozent Zustimmung erhielt.

### Abgeordnete des Deutschen Bundestages
Bei der Bundestagswahl 2013 wurde Warken über Platz 14 der Landesliste Baden-Württemberg in den 18. Deutschen Bundestag gewählt. Dort war sie Ordentliches Mitglied im Innenausschuss und Obfrau der CDU/CSU-Fraktion im NSA-Untersuchungsausschuss. Zudem war sie Berichterstatterin der Unionsfraktion für Asylrecht, Zivil- und Katastrophenschutz sowie Ehrenamt. 2016 wurde Warken außerdem in den Gemeinsamen Ausschuss des Deutschen Bundestages gewählt. Der Gemeinsame Ausschuss stellt im Verteidigungsfall das Notparlament dar. Dieses kommt zusammen, falls dem Zusammenkommen des Bundestages unüberwindbare Hindernisse entgegenstehen.
Für die Bundestagswahl 2017 kandidierte Warken auf Platz 4 der Landesliste der CDU Baden-Württemberg für ein Mandat des Deutschen Bundestages. Da die Kandidaten der baden-württembergischen CDU-Landesliste nicht zum Zuge kamen, schied sie mit dem Ende der 18. Legislaturperiode aus dem Deutschen Bundestag aus. Infolge der Wahl von Stephan Harbarth zum Richter des Bundesverfassungsgerichts im November 2018 rückte sie am 5. Dezember 2018 in den Deutschen Bundestag nach. Von Februar 2019 bis Dezember 2021 war sie die Integrationsbeauftragte der CDU/CSU-Bundestagsfraktion, außerdem Ordentliches Mitglied im Ausschuss für Inneres und Heimat und im Ausschuss für Recht und Verbraucherschutz. Am 12. Dezember 2019 wurde Warken zur stellvertretenden Vorsitzenden des 2. Untersuchungsausschuss der 19. Wahlperiode des Deutschen Bundestages ("PKW-Maut-Untersuchungsausschuss") gewählt. Damit war sie zum zweiten Mal Mitglied eines parlamentarischen Untersuchungsausschusses.
Bei der Bundestagswahl 2021 wurde Warken als Direktkandidatin der CDU im Wahlkreis 276 Odenwald-Tauber mit 35,8 Prozent der Erststimmen als Nachfolgerin von Alois Gerig in den 20. Deutschen Bundestag gewählt. Am 13. Dezember 2021 wurde sie zur Parlamentarischen Geschäftsführerin ihrer Fraktion gewählt.
Warken war von 2022 bis 2023 zusammen mit SPD-Politiker Johannes Fechner Leiterin der Wahlrechtskommission. Die Kommission empfahl unter anderem eine Verlängerung der Wahlperiode von vier Jahren auf fünf Jahre sowie eine Absenkung des Wahlalters auf 16 Jahre.

## Politische Positionen
Warken äußerte sich 2023 entgegen der Empfehlung der Wahlrechtskommission gegen eine Absenkung des Wahlalters auf 16 Jahre auf Bundesebene. So würde „dies Tür und Tor für eine Absenkung auch des Volljährigkeitsalters“ öffnen, was laut Warken „empfindliche Schutzlücken“ für Jugendliche bedeuten könnte. Bereits im April 2022 hatte Warken ausgesagt, dass geklärt werden müsse, „ob eine Person wählen darf und sollte, wenn sie etwa noch nicht voll geschäftsfähig ist“.
Im Januar 2024 sprach sich Warken gegen ein AfD-Verbot aus, da die Probleme der Wähler auch bei einem Verbot weiterhin bestehen blieben. Zudem würden diese Probleme nur durch gute Regierungspolitik bewältigt.
Im Juli 2024 beauftragte Bundesgesundheitsminister Karl Lauterbach die frühere Staatssekretärin im Bundesjustiz- und -verteidigungsministerium Margaretha Sudhof damit, als Sonderbeauftragte den Skandal um überteuerte Maskenkäufe in der Corona-Krise aufzuklären. Ihr 168 Seiten umfassender Abschlussbericht wurde nach Medienberichten im April 2025 fertiggestellt, aber wegen laufender Prozesse und Persönlichkeitsrechten bisher (Stand Juni 2025) von Warken nicht veröffentlicht. Das Dokument soll wegen personenbezogenen Mitarbeiterdaten und Geschäftsgeheimnissen betroffener Unternehmen nur mit teilweise geschwärzten Passagen dem Haushaltsausschuss des Deutschen Bundestages vorgelegt werden und sei nur für die Abgeordneten gedacht. „Es bleibt als Verschlusssache eingestuft. Noch mehr Transparenz geht leider nicht.“ Im Juli 2025 wurde vom Transparenz-Internetportal FragDenStaat eine ungeschwärzte Version des Berichts veröffentlicht.

## Privates
Warken ist römisch-katholisch, verheiratet und hat drei Kinder. Sie lebt mit ihrer Familie in Tauberbischofsheim. Ihr Schwiegervater ist Hans-Georg Warken, Mitglied des Verfassungsgerichtshofs des Saarlandes.